# El Vínculo (Venezuela)
Pour les articles homonymes, voir El Vinculo.
El Vínculo est la capitale de la paroisse civile d'El Vínculo de la municipalité de Falcón de l'État de Falcón au Venezuela.